# Gweno
Le gweno ou kigweno est une langue bantoue parlée en Tanzanie.